# Atlanta Phoenix
Le Atlanta Phoenix sono una squadra statunitense di football americano di Atlanta, fondata nel 2011. Dopo aver giocato nella Women's Football Alliance ora competono nella Women's National Football Conference.
Sono la prima squadra professionistica statunitense di football americano (sia in ambito maschile che femminile) ad aver tesserato - nel 2015 - un'atleta di scuola italiana, Francesca Stefanelli.

## Dettaglio stagioni

### Women's Football Alliance
| Stagione | regular season | regular season | regular season | regular season | regular season | regular season | playoff | playoff | playoff | playoff | playoff | playoff          | playoff                  |
|          | Vin            | Par            | Per            | Tot            | PF             | PS             | Vin     | Per     | Tot     | PF      | PS      | risultato        | avversaria               |
| -------- | -------------- | -------------- | -------------- | -------------- | -------------- | -------------- | ------- | ------- | ------- | ------- | ------- | ---------------- | ------------------------ |
| 2012     | 8              | 0              | 2              | 10             | 402            | 157            | 1       | 1       | 2       | 96      | 49      | Quarti di finale | Jacksonville Dixie Blues |
| 2013     | 10             | 0              | 1              | 11             | ?              | ?              | 2       | 1       | 3       | ?       | ?       | Semifinale       | Chicago Force            |
| 2014     | 7              | 0              | 3              | 10             | ?              | ?              | 1       | 1       | 2       | ?       | ?       | Quarti di finale | Miami Fury               |
| 2015     | 6              | 0              | 5              | 11             | 154+?          | 111+?          | 1       | 2       | 3       | ?       | ?       | Alliance Bowl    | Central Cal War Angels   |
| 2016     | 5              | 0              | 4              | 9              | ?              | ?              | 0       | 1       | 1       | ?       | ?       | Quarti di finale | Pittsburgh Passion       |
| Totale   | 36             | 0              | 15             | 51             | 556+?          | 268+?          | 5       | 6       | 11      | 96+?    | 49+?    |                  |                          |

Fonti: Sito WFA

### Riepilogo fasi finali disputate
| Anno | Luogo | Evento | Fase del torneo  | Incontro                                   | Risultato |
| 2012 | -     | WFA    | Ottavi di finale | Jacksonville Dixie Blues - Atlanta Phoenix | 49 - 41   |
| 2015 | -     | WFA    |                  |                                            |           |